# Garrett Weber-Gale
Garrett Weber-Gale (Stevens Point, 6 agosto 1985) è un ex nuotatore statunitense.

## Palmarès
- Olimpiadi

Pechino 2008: oro nella 4x100m misti e nella 4x100m sl.
- Mondiali

Montreal 2005: oro nella 4x100m sl.
Melbourne 2007: oro nella 4x100m sl.
Roma 2009: oro nella 4x100m sl.
Shanghai 2011: oro nella 4x100m misti e bronzo nella 4x100m sl.
- Mondiali in vasca corta

Dubai 2010: oro nella 4x100m misti e argento nella 4x200m sl.
Istanbul 2012: oro nella 4x100m sl e nella 4x200m sl.